# Niederbruck
Niederbruck là một xã ở tỉnh Haut-Rhin trong vùng Grand Est ở đông bắc Pháp. Xã này có diện tích 3,78 km², dân số năm 1999 là 439 người. Khu vực này có độ cao 430 mét trên mực nước biển.